# Buya Xiang
Buya Xiang (kinesiska: 布亚乡, 布亚) är en socken i Kina. Den ligger i den autonoma regionen Xinjiang, i den nordvästra delen av landet, omkring 980 kilometer sydväst om regionhuvudstaden Ürümqi.
Genomsnittlig årsnederbörd är 55 millimeter. Den regnigaste månaden är maj, med i genomsnitt 15 mm nederbörd, och den torraste är oktober, med 1 mm nederbörd.